# Астеизм
Астеизм (букв. «столичность», от греч. asteismos; от asteios, произ. от asty — «город», соответствует лат. urbanitas; в переносном значении «остроумие») — вид иронии как тропа.

## Характеристика
Поначалу представлял собой изящное, городское обращение, остроумный разговор, насмешку. Со временем в риторике термин астеизм стал обозначать прием, при котором, многозначительно умалчивая о чём-нибудь, стараются этим, так сказать, красноречивым молчанием обратить на предмет ещё большее внимание. Со временем астеизм начал интерпретироваться как ироничное (само)очернение, гротескная (само)критика или же самоуничижающие слова для скрытого самовосхваления. Астеизм похож на антифразис, однако отличается от него большей «агрессивностью», нарочитой, преувеличенной критикой. Астеизм как троп выявляется при анализе литературных произведений различных авторов.

## Примеры
- В речи Коробочки из «Мёртвых душ» (Н. В. Гоголь):

— Право, — отвечала помещица, — моё такое неопытное вдовье дело! Лучше ж я маненько повременю, авось понаедут купцы, да применюсь к ценам.

- (А. Чехов): «Собачонка ничего себе … сердится, шельма»[4].

- А. С. Пушкин: «Ай да Пушкин, ай да сукин сын!»[5]

## Особенности употребления
При характеристике астеизма в качестве тропа обычно пользуются узким значением этого слова, поскольку в широком значении астеизм может означать любую элегантную шутку вообще. В узком же значении астеизм определяется как комплимент, чаще всего самому себе, причем сделанный в форме гротескной самокритики, преувеличенного самоуничижения. В целом, это похвала в форме порицания, описываемое как «самоуничижение паче гордости». Следует отметить и то, что осуществление астеизма часто требует контекстуальной «прозрачности», как и осуществление антифразиса. В противном случае астеизм может быть воспринят как ханжество.